# Нифонтов, Роман Владимирович
Роман Владимирович Нифонтов (1901—1960) — советский инженер-конструктор и организатор промышленности в системе атомной промышленности, кандидат технических наук (1945). Главный геолог СГАО «Висмут» ГУСИМЗ. Лауреат Сталинской премии (1949). Герой Социалистического Труда (1949).

## Биография
Родился 2 февраля 1901 года в селе Ярославы (ныне Данковский район, Липецкая область) в мещанской семье.
С 1906 года в возрасте пяти лет воспитывался своим родным дедом священнослужителем. С 1912 года в возрасте одиннадцати лет начал свою трудовую деятельность у местных зажиточных крестьян. С 1919 года участник Гражданской войны в составе партизанского отряда Красной армии, был участником боёв с белогвардейскими отрядами генерал-лейтенанта К. К. Мамонтова. С 1919 по 1920 годы работал в должности секретаря финансового отдела Одоевского волостного исполнительного комитета.
С 1920 по 1926 годы проходил обучение в Московской горной академии, по окончании которого получил специализацию инженер-геолог. С 1926 по 1927 годы служил в рядах РККА. С 1927 по 1928 годы под руководством академика В. А. Обручева работал инженером-геологом в Правлении Всесоюзного золотопромышленного акционерного общества «Союззолото». С 1928 по 1930 годы — начальник геолого-поисковой экспедиции треста «Алданзолото» в Якутской АССР. С 1930 по 1932 годы — начальник службы геологоразведки Киргизского комбината редких металлов. С 1932 по 1937 годы работал в должностях — старшего геолога  Главного управления «Главцветметзолото» и заместителем начальника треста геологоразведочных работ «Союзмышьяк».
В 1937 — 1941 годах — начальник горно-геологического отдела, главный инженер и главный геолог Полярно-Уральской и Волынской экспедиции Главного управления электрослаботочной промышленности Народного комиссариата оборонной промышленности СССР. С 1941 по 1943 годы в период Великой Отечественной войны занимал должность начальника Уйской поисковой партии и начальника горно-геологического отдела. С 1943 по 1946 годы — руководитель Группы редких металлов Отдела минерального сырья Комитета по делам геологии при Совете Народных Комиссаров СССР.
С 1946  по 1950 годы работал в должности главного геолога СГАО «Висмут» ГУСИМЗ. Под его руководством и при непосредственном участии в Германии осуществлялась добыча урана.
11 октября 1974 года «закрытым» Указом Президиума ВС СССР «за исключительные заслуги перед государством при выполнении специального задания» Роман Владимирович Нифонтов был удостоен звания Героя Социалистического Труда с вручением ордена Ленина и золотой медали «Серп и Молот».
С 1950 по 1960 годы в течение десяти лет, Р. В. Нифонтов работал — заведующим сектором и заместителем директора Всесоюзного НИИ минерального сырья.
Скончался 24 ноября 1960 года. Похоронен в Москве на Востряковском кладбище.

Могила Нифонтова на Востряковском кладбище Москвы.

## Награды и премии
- Медаль «Серп и Молот» (29.10.1949);
- орден Ленина (29.10.1949).
- Сталинская премия первой степени (29.10.1949) — за руководство развитием и освоением новой рудной базы урана[1].

## Память
В честь Р. В. Нифонтова назван минерал нифонтовит.